# Chirac (Lozère)
Chirac – miejscowość i dawna gmina we Francji, w regionie Oksytania, w departamencie Lozère. W 2013 roku jej populacja wynosiła 1204 mieszkańców. Przez Chirac przepływają rzeki Colagne oraz Piou. 
W dniu 1 stycznia 2016 roku z połączenia dwóch ówczesnych gmin – Chirac oraz Le Monastier-Pin-Moriès – utworzono nową gminę Bourgs sur Colagne. Siedzibą gminy została miejscowość Le Monastier-Pin-Moriès. 